# Assyriologi

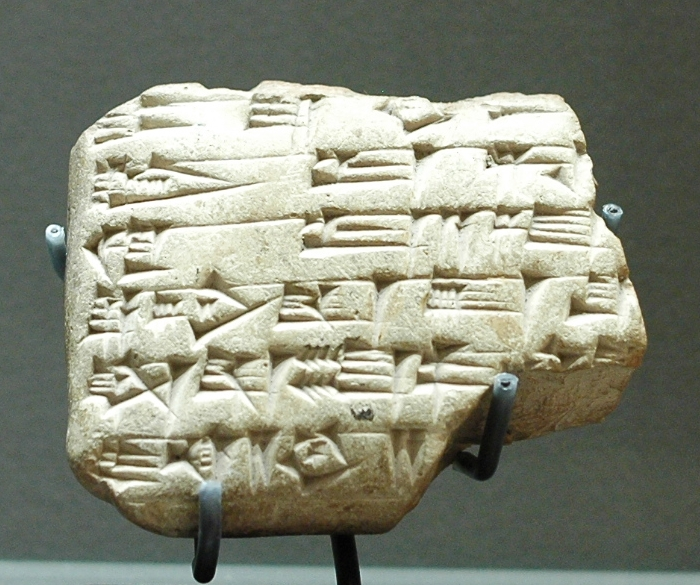
Kilskrift från 1780 f.Kr.

Assyriologi är en vetenskap inom vilken de kulturer i främre Orienten som använde sig av kilskrift studeras. Kilskriften, vilken allmänt räknas som världshistoriens första skrift, utvecklades i Mesopotamien (dagens Irak), men brukades snart även i områden som Syrien, Turkiet och Iran. Inom assyriologin bedrivs ett allsidigt studium av den mesopotamiska kulturen utifrån källmaterialet bestående av arkeologiska och skriftliga lämningar. Grunden för ämnet utgörs av studier av de sumeriska, assyriska och babyloniska kulturer vilka utvecklades vid floderna Eufrat och Tigris mellan cirka 3200-600 f.Kr. Sumerologi kallas den gren som är inriktad på studier av den äldsta historiska perioden (cirka 3200-2000 f.Kr.) i Mesopotamien då sumererna dominerade landet.

## Ämnets karaktär
Ämnet sorterar både under arkeologi och språkvetenskap. De språk som studeras är framför allt de mesopotamiska språken sumeriska och akkadiska (det senare med sina två dialekter babyloniska och assyriska), men även hettitiska, eblaitiska, persiska och kanaaneiska, vilka också skrevs med kilskrift. Kilskriften användes för att skriva vitt skilda språk: såväl indoeuropeiska (hettitiska och gammalpersiska) och semitiska (akkadiska, ugaritiska m.fl.) som de ännu inte språkfamiljsplacerade sumeriska, hurritiska och elamitiska. Vid bedrivandet av assyriologisk forskning utgör teckenstudier ett viktigt moment. Det är genom teckentydandet och teckenidentifierandet som språket träder fram. Kilskriften bestod i klassisk mesopotamisk form av omkring 600 tecken. Exempel på alfabetisk kilskrift (ugaritisk, gammalpersisk) finns även. De kilformade tecknen föreställde ursprungligen bilder, men stiliserades gradvis till oigenkännlighet. Källmaterialet är enormt i sitt omfång. Många lertavlor med kilskrift är ännu opublicerade och många arkeologiska områden ännu outgrävda. Inom assyriologin arbetas det med hundratusentals lertavlor, och den mesopotamiska kulturen är den bäst dokumenterade av de forntida kulturerna. P.g.a. det omfattande och varierade källmaterialet finns utrymme för specialiseringar inom ämnet. Exempel på sådana är sumerologi, som fokuserar tidig historisk tid, och hettitologi, som ägnar sig åt studier av Turkiets forntida kulturer.

## Ämneshistorik
År 539 f.Kr. erövrades det nybabyloniska riket (626-539 f.Kr.), som inbegrep större delen av främre Orienten, av perserriket under härskaren Cyrus av Medien. Det blev början till slutet för den mesopotamiska kulturen. Perser, greker, romare, kristna och muslimer kom att gradvis ersätta denna. Följaktligen dog kilskriften ut, och den sista kända texten (en text om astronomi) är daterad till 75 e.Kr. Kunskapen om kilskrift och den mesopotamiska kulturen föll i glömska, och de gamla bosättningarna täcktes av sand. I och med renässansen väcktes intresset för antiken och forntidens kulturer i Europa. Referenser i Bibelns gamla testamente om Babylon och Assyrien och i antika historikers skrifter om Mesopotamien uppmärksammades. I detta tidiga skede var intresset för tvåflodslandet knutet till bibelvetenskapen, och till insikten om att civilisationens vagga måste finnas där. Under denna tid var Irak en del av det Osmanska riket. Europeiska kolonialmakter fick, med härskaren i Istanbuls tillstånd, utföra efterforskningar och utgrävningar. Nyheten om framgrävda lertavlorsarkiv och spektakulära arkeologifynd nådde Europa, vilket ytterligare drev på nyfikenheten. På 1840-talet återupptäcktes den forntida staden Ninive, en gammal assyrisk huvudstad, och det var detta tidiga fynd som har gett assyriologin dess namn. Den s.k. Behistuninskriften, en inskrift med identisk kilskriftstext på tre olika språk (elamitiska, gammalpersiska och babyloniska), blev nyckeln till dechiffrerandet av kilskriften, jämförbar med Rosettastenen i Egypten. Många forskare förknippas med lösandet av kilskriftens gåta, men framför allt Carsten Niebuhr, Edward Hincks, Jules Oppert och Henry Rawlinson brukar framhållas. Det var den sistnämnde som gjorde det huvudsakliga arbetet med att få Behistun-inskriften publicerad. Efter en tids tvivel och kontroverser kring dechiffrerandet förklarades kilskriftens gåta vara löst 1857 när fyra av varandra oberoende forskare kom fram till (ungefärligen) en och samma översättning av en opublicerad text som var och en fått i handen. I och med dechiffrerandet föddes assyriologin. Grunden var nu lagd för att bygga ut denna vetenskap som idag, liksom igår, är ett internationellt ämne med engelska, franska och tyska som lingua franca. Ämnet finns idag främst vid amerikanska och europeiska universitet, men även i till exempel Japan är forskning inom sumeriska framstående. I Sverige går det att studera ämnet endast vid Uppsala universitet, och i Nederländerna är det möjligt att studera ämnet i engelska vid Universitetet i Leiden. Där var ämnet först inrymt under semitiska språk men kom senare att få en egen professur år 2000 då Olof Pedersén tillsattes som professor i assyriologi, på grund av omorganiseringar och ekonomiska förändringar riskerar ämnet dock att återinlemmas i semitisika språk igen.

## Forskningskällor
Assyriologins forskningskällor kan delas upp i primär- och sekundärkällor. Med primärkällor menas det material som kilskriftskulturerna lämnade efter sig i form av arkeologiska och skriftliga lämningar, och med sekundärkällor menas den forskning och bearbetning av detta material som nutidens forskare svarat för. Vad gäller primärkällor kan till exempel nämnas de för den mesopotamiska kulturen typiska tempeltornen, ziqquraterna. Bibelns Babels torn syftar på ziqquraten i Babylon. Vidare kan nämnas assyriska palats, biblioteket i Nineve (vari till exempel Gilgamesheposet påträffades), den hettitiska huvudstaden Hattusa, kungagravarna i staden Ur, och det stora palatset i den syriska staden Mari. De skriftliga lämningarna är som sagt omfattande och mångfacetterade. De består av alltifrån brev, administrativa texter, lagtexter och dekret till litteratur med hymner, maximer och epik. Även genrer som kungliga annaler, omina-texter, kungalistor, mytologiska och astronomiska verk har påträffats. För den äldre perioden är särskilt de s.k. cylinderinskrifterna tillhörande den sumeriske stadsfursten Gudea viktiga. Vad gäller sekundärkällor så kan dessa delas in i referensverk och forskningsrapporter. Till den förra kategorin hör teckenlistor, ordböcker, grammatikböcker och textpublikationer. Dessa fungerar som en grund för vidare forskning. Den senare kategorin handlar om forskning utifrån de primära källorna och referensverken. Dessa finns publicerade i fristående böcker eller i assyriologiska tidskrifter.